# Cimetière d'Ohlsdorf

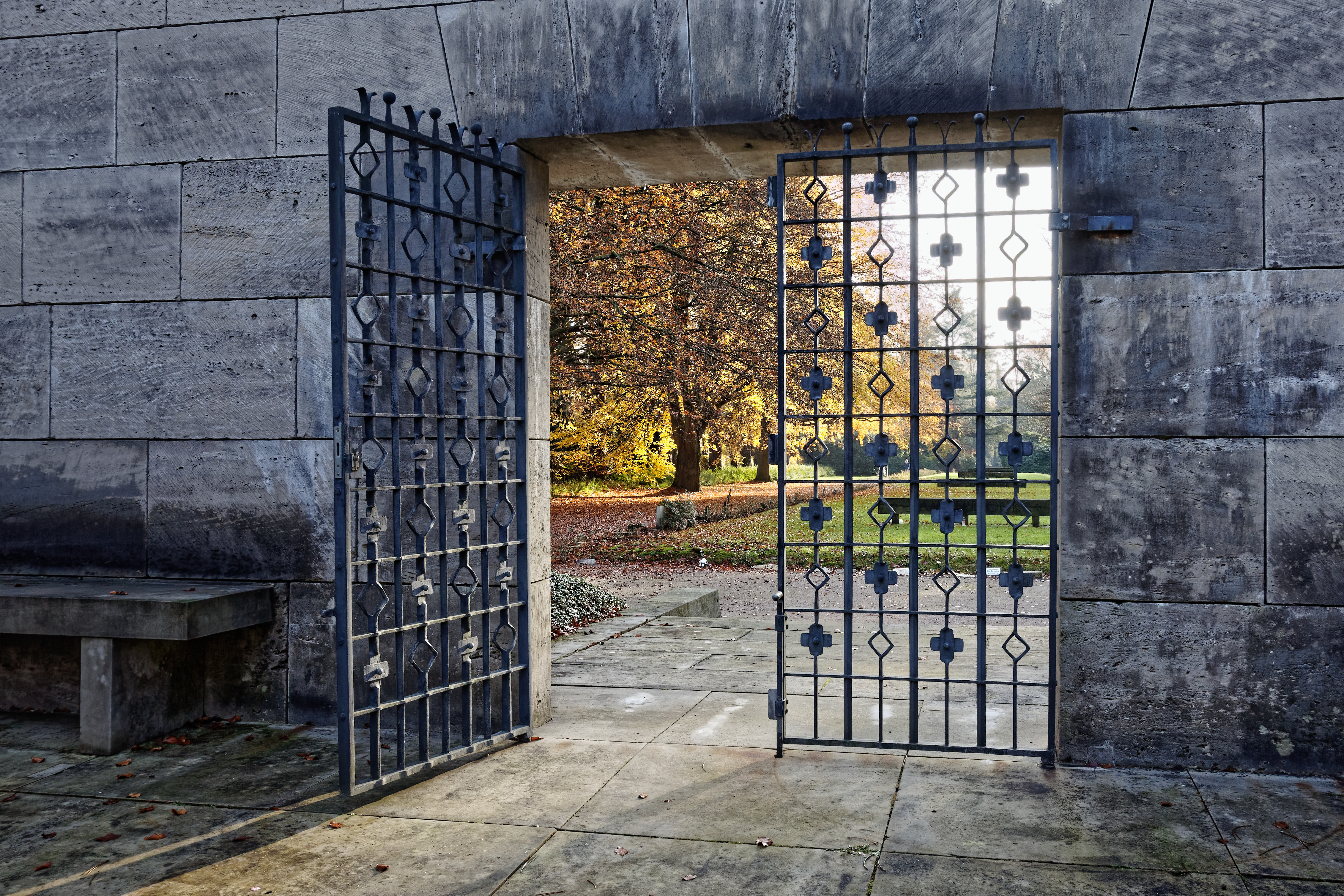
Entrée du mémorial des drames humains pendant la Seconde Guerre mondiale au cimetière d'Ohlsdorf. Novembre 2019.

Le cimetière d'Ohlsdorf (en allemand : Friedhof Ohlsdorf) est un cimetière situé à Hambourg, dans le quartier d'Ohlsdorf.

## Histoire

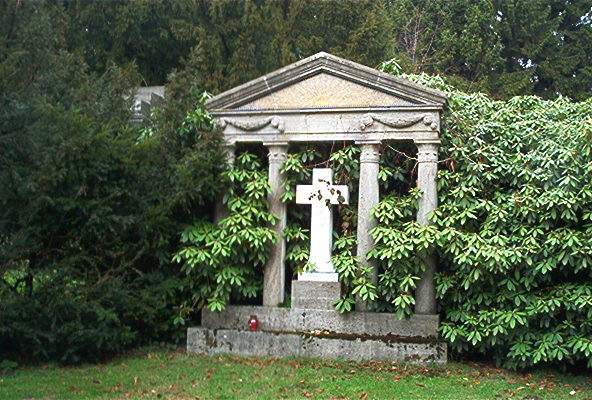
Exemple typique de sépulture néoclassique (famille Langner).

Le cimetière d'Ohlsdorf est inauguré le 1er juillet 1877 sous la dénomination Hauptfriedhof Ohlsdorf, appellation conservée jusqu'en 1991.
D'une superficie de 391 hectares, c'est le plus grand cimetière-parc du monde. Quelque 235 000 tombes sont réparties sur sa surface. Depuis sa création, plus de 1,4 million de personnes y ont reçu une sépulture. Quelque 4 700 personnes sont inhumées annuellement au cimetière d'Ohlsdorf.

## Personnalités inhumées au cimetière

### Acteurs et actrices
- Anny Ahlers (1907-1933), actrice et chanteuse
- Hans Albers (1891-1960), acteur de films muets et sonores
- Magda Bäumken (1890-1959), actrice
- Edgar Bessen (1933-2012), acteur
- Monica Bleibtreu (1944-2009), actrice
- Walther Bullerdiek (1901-1971), acteur, animateur radio et compositeur
- Aline Bussmann (1889-1968), actrice, conférencière et journaliste
- Mareike Carrière (1954-2014), actrice
- Josef Dahmen (1903-1985), acteur
- Heinz Erhardt (1909-1979), acteur, humoriste (radio et cinéma)
- Renate Ewert (1935-1966), actrice
- Willy Fritsch (1901-1973), acteur
- Helmut Griem (1932-2004), acteur et réalisateur
- Jupp Hussels (1901-1984), acteur, animateur et amuseur
- Wolfgang Kieling (1924-1985), un acteur
- Heinz Lanker (1916-1978), acteur, auteur, conférencier et directeur
- Hanns Lothar (1929-1967), acteur de théâtre, de cinéma et de télévision.
- Otto Lüthje (1902-1977), acteur, professeur de collège, et réalisateur
- Harry Meyen (1924-1979), acteur
- Inge Meysel (1910-2004), actrice
- Egon Monk (1927-2007), acteur et réalisateur
- Jörg Pleva (1942-2013), acteur
- Witta Pohl (1937-2011), actrice
- Norbert Rohringer (1927-2009), acteur autrichien
- Harry Rowohlt (1945-2015), acteur
- Kay Sabban (1952-1992), acteur
- Henning Schlüter (1927-2000), acteur
- Carolin Wosnitza (1987-2011), actrice porno
- Hans Tügel (1894-1984), acteur, réalisateur et scénariste
- Henry Vahl (1897-1977), acteur populaire
- Erich Weiher (1893-1972), acteur

### Administrateurs et artistes de théâtre
- Ida Ehre (1900-1989), actrice et réalisatrice.
- Hans Boyfriend (1892-1953), acteur, réalisateur et pionnier de la radio
- Gerda Gmelin (1919-2003), actrice, metteur en scène et directeur artistique
- Gustaf Gründgens (1899-1963 à Manille), acteur, metteur en scène et directeur de théâtre.
- Cord Hachmann (1848-1905), acteur de théâtre et metteur en scène
- Willy Maertens (1893-1967) acteur, metteur en scène et directeur de théâtre
- Richard Ohnsorg (1876-1947), metteur en scène et acteur
- John Olden (1918-1965), réalisateur de télévision, producteur de films
- S. O. Wagner (1902-1975), acteur, réalisateur et scénariste
- Gernot Weitzl (1925-2004), réalisateur et diffuseur allemand

### Scientifiques
- James Franck (1882-1964), physicien et lauréat du prix Nobel ;
- Gustav Hertz (1887-1975), physicien et lauréat du prix Nobel, neveu de Heinrich Hertz.
- Heinrich Hertz (1857-1892), physicien ;
- Pascual Jordan (1902-1980), physicien ;
- Heidrun E. K. Hartmann (1942-2016), botaniste spécialiste des succulentes.

### Musiciens
- Max Alvary (1856-1898), artiste lyrique (chanteur d'opéra), ténor
- Peter Anders (1908-1954), ténor (au Staatsoper de Hambourg, Berlin, Dresde, Munich, Vienne)
- Ralf Arnie (1924-2003), compositeur, parolier et éditeur de musique
- Hans Guido von Bülow (1830-1894), pianiste, chef d'orchestre et compositeur
- Roger Cicero (1970-2016), musicien
- Alfred Hause (1920-2005), violoniste, chef d'orchestre et directeur musical
- Carlo Karges (1951-2002), musicien, parolier de la chanson 99 Luftballons
- James Last (1929-2015), musicien
- Helmut Zacharias (1920-2002 à Ascona, Suisse), violoniste virtuose

### Ingénieurs, architectes et urbanistes
- Alfred Brandt (1846-1899), ingénieur, inventeur de la perceuse hydraulique, constructeur du tunnel du Simplon.
- Wilhelm Cordes (1840-1917), premier directeur du cimetière Ohlsdorf
- John Dalmann (1823-1875), constructeur du Tidehafens
- Fritz Schumacher (1869-1947), architecte et urbaniste, architecte en chef à Hambourg

### Peintres et sculpteurs
- Ottomar Anton (1895-1976), peintre et affichiste
- Ernst Hanssen (1907-1989), sculpteur
- Ivo Hauptmann (1886-1973), peintre
- Christopher Rave (1881-1933), peintre, explorateur polaire et professeur
- Anita Rée (1885-1933), peintre
- Philipp Otto Runge (1777-1810), peintre du romantisme allemand
- Valentin Ruths (1825-1905), peintre paysagiste

### Personnalités politiques

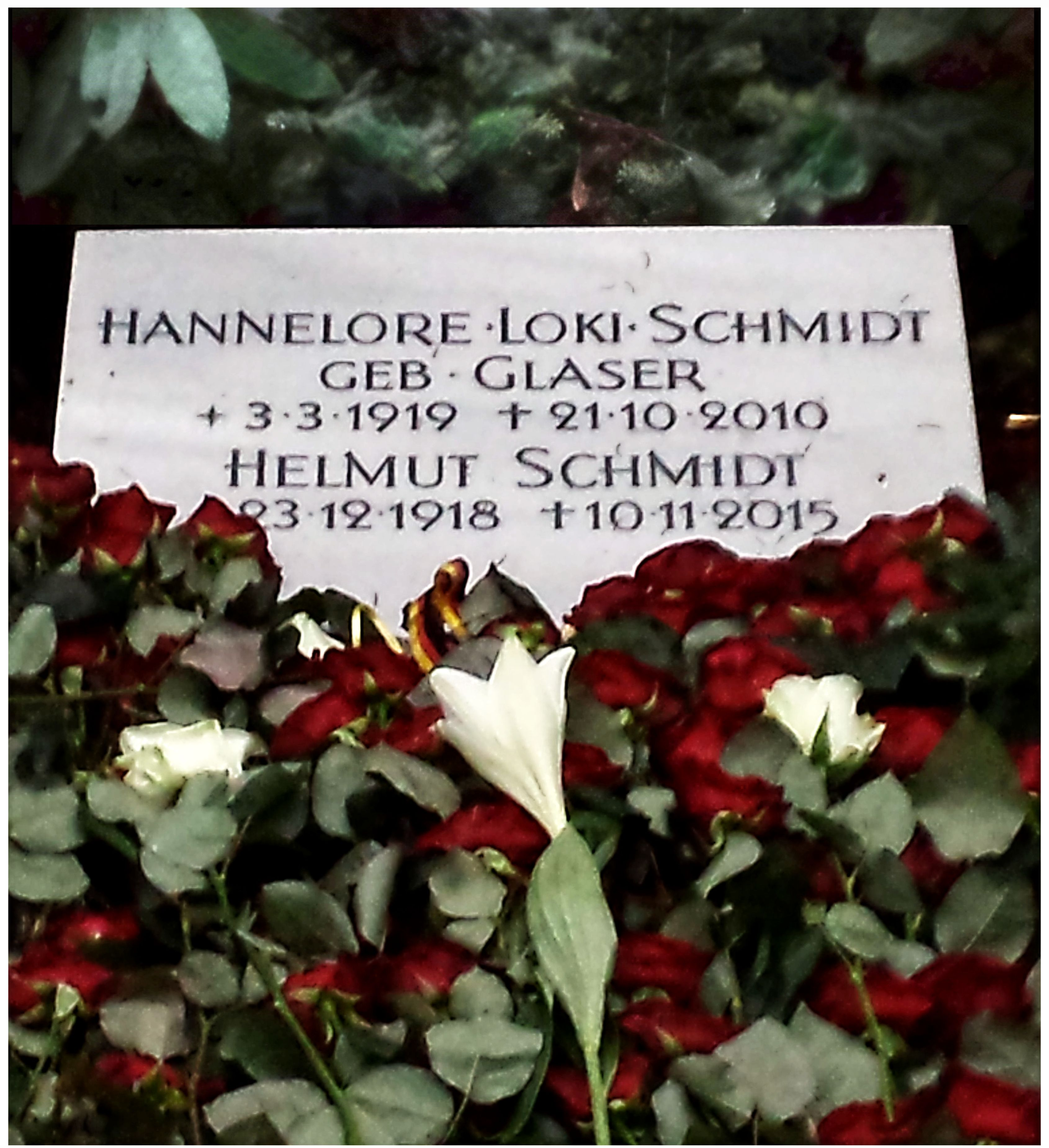
Tombe d'Helmut Schmidt et de sa femme.

- Max Albrecht (1851-1925), industriel et homme politique
- Emmy Beckmann (1880-1967) éducatrice, féministe et femme politique
- Karl Meitmann (1891-1971), homme politique, député au Bundestag
- Werner von Melle (1853-1937), sénateur et maire, cofondateur de l'université
- Richard Perner (1876-1955), homme politique, député du Reichstag
- Helmut Schmidt (1918-2015), sénateur du département de police de Hambourg, ministre fédéral de la défense et de l'économie et des finances, cinquième chancelier de la République fédérale d'Allemagne de 1974 à 1982, après 1983 corédacteur du der Zeit
- Herbert Weichmann (1896-1983), premier maire de Hambourg, de 1965 à 1971.

### Pédagogues et enseignants
- Johannes Classen (1805-1891), directeur du lycée Johanneum de Hambourg et philologue.
- Loki Schmidt (1919-2010), professeur, écologiste, épouse de Helmut Schmidt.

### Écrivains
- Hertha Borchert (1895-1985), écrivain
- Wolfgang Borchert (1921-1947), écrivain
- Gustav Falke (1853-1916), écrivain
- Lev Natanovich Lunts, (1901-1924), écrivain et dramaturge russe
- Kurt Wilhelm Marek (1915-1972), écrivain

### Chefs d'entreprise
- Albert Ballin (1857-1918), homme d'affaires, directeur de compagnie maritime
- Hermann Blohm (1848-1930), fondateur du chantier naval Blohm & Voss
- John Jahr senior (1900-1991), éditeur
- Ernst Voss (1842-1920), fondateur du chantier naval Blohm & Voss

### Sportifs
- Stefan Hentschel (1948-2006), boxeur
- Dieter Seeler (1931-1979), joueur de football
- Erwin Seeler (1910-1997). footballeur
- Fritz Sdunek (1947-2014), entraîneur de boxe

### Autres
- Rosemarie Clausen (1907-1990), photographe
- Carsten Diercks (1921-2009), réalisateur de documentaires
- Victor Franke (1866-1936), officier colonial, entre autres au Sud-Ouest africain allemand
- Carl Hagenbeck (1844-1913), fondateur du parc animalier Tierpark Hagenbeck
- Hermann Hartmann (1863-1923), médecin, fondateur de Hartmannbund
- Hellmuth Karasek (1934-2015), critique littéraire
- Karl-Heinz Köpcke (1922-1991), présentateur de journal
- Alfred Lichtwark (1852-1914), premier directeur de la Hamburger Kunsthalle, historien de l'art et pédagogue
- Felix von Luckner (1881-1966 à Malmö), capitaine, forceur de blocus
- Friedhelm Mönter (1946-2009), animateur de radio
- Domenica Niehoff (1945-2009), prostituée devenue célèbre pour avoir fait campagne pour la légalisation et la réglementation du métier.
- Franz Tügel (1888-1946), évêque de Hambourg, frère de Hans Tügel
- Werner Veigel (1928-1995), présentateur de radio
- Michael Westphal (1965-1991), joueur de tennis
- Roger Willemsen (1955-2016), journaliste et présentateur de télévision

## Tombes collectives
- victimes du naufrage du Primus (de) (1902) : 78 victimes
- victimes des inondations de 1962

## Garten der Frauen
Le jardin des femmes (en allemand : Garten der Frauen (de)) abrite une centaine de tombes, de pierres tombales et de pierres commémoratives de personnalités féminines. On commémore des femmes d'importance dont les pierres de mémoire sont sauvées de la destruction ou déjà détruites[pas clair], et des femmes qui y sont enterrées. Parmi elles : 
- France Bloch-Sérazin
- Margarete Adam (1885-1946), professeure et philosophe, résistante au régime nazi